# Coltrane changes
Les Coltrane changes, traduisible par accords de Coltrane, parfois appelés Coltrane Matrix ou Coltrane cycle, sont une progression d'accords utilisée dans le jazz. C'est une progression complexe, popularisée et explorée par le saxophoniste et compositeur américain John Coltrane.
Si l'harmonie du jazz fonctionne généralement en suivant le cycle des quintes, comme c'est le cas pour le II-V-I, les Coltrane changes utilisent un mouvement inhabituel en tierces majeures ascendantes ou descendantes, divisant l'octave en trois parties égales et créant une triade augmentée. Cette progression d'accord peut servir de substitution d'accords pour un II-V-I.

## Historique

### Prédécesseurs
De telles progressions d'accords apparaissent pour la première fois dans le couplet de Till the Clouds Roll By, écrit en 1917 par Jerome Kern,.
Dans le pont du standard Have You Met Miss Jones, écrit en 1937 par Richard Rodgers, on trouve des modulations par tierces majeures (Si, Sol, Ré, Sol,) qui peut avoir inspiré Coltrane, :
```
| Bbmaj7    | Abm7 / Db9 | Gbmaj7    | Em7 / A7 |
| Dmaj7     | Abm7 / Db9 | Gbmaj7    | Gm7 / C7 |
```

On trouve cette même progression dans Blue Rose, que Duke Ellington écrit en 1956.

### Démarche de Coltrane
Coltrane a acquis sa connaissance de l'harmonie avec Dennis Sandole (en) et pendant ses études à la Granoff School of Music (en) à Philadelphie. Il étudie également largement le Thesaurus of Scales and Melodic Patterns de Nicolas Slonimsky, écrit en 1947. On peut également citer le rôle qu'a joué le vocabulaire harmonique de Thelonious Monk, aux côtés duquel Coltrane a joué en 1957.
David Demsey, saxophoniste et coordinateur du département Jazz de l'université William Paterson (en), cite un certain nombre de concepts ayant pu inspirer Coltrane dans le développement de ses structures. Ainsi, après la mort du saxophoniste, on a suggéré que son intérêt pour les relations de tierces pouvait être inspiré par son intérêt pour la religion, les trois tonalités égales pouvant renvoyer à la trinité chrétienne ainsi qu'à l'idée de Trimūrti, Coltrane s'intéressant au râga indien au début des années 1960.
Coltrane explore ses structures harmoniques en tierces majeures pour la première fois sur Three Little Words sur l'album Bags & Trane et sur Limehouse Blues sur l'album Cannonball Adderley Quintet in Chicago, tous deux enregistrés en 1959. Ces explorations sont poussées sur le morceau Giant Steps, paru en 1960 sur l'album du même nom ou sur Countdown, une réharmonistation de Tune Up d'Eddie Vinson.

## Substitution coltranienne

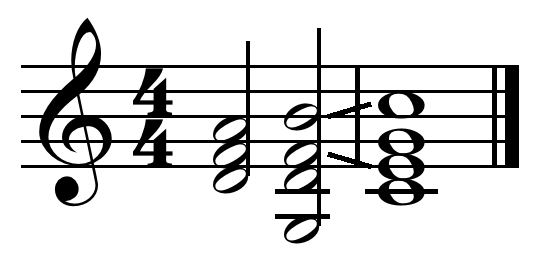
II-V-I en Do.

La substitution coltranienne se base sur une progression II-V-I, très commune en jazz, ici montrée en do majeur :
```
| II | V  | I | I |
| Dm | G7 | C | C |
```

Coltrane ajoute des accords modulants dans chaque mesure,. Les accords de La, de Mi et de Do, tonalités espacées d'une tierce majeure, sont précédés par des accords de dominante :
```
         | II       | V       | I      | I  |
         | Dm       | G7      | C      | C  |

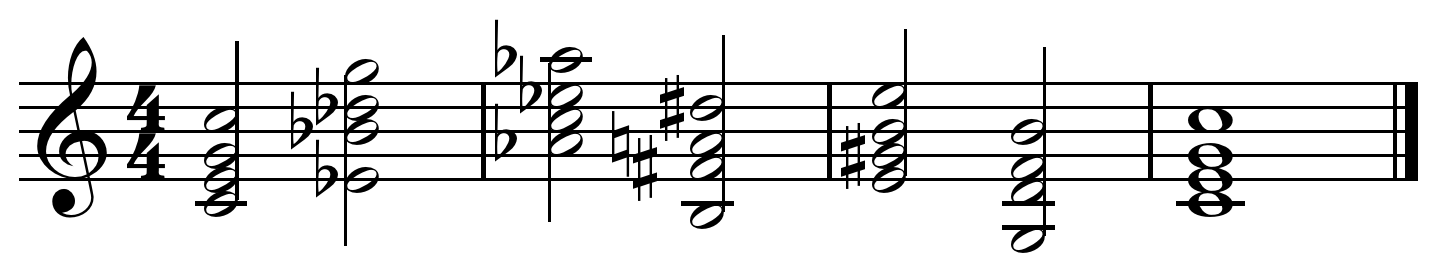
Quatre mesures de la réharmonisation d'un II-V-I selon la formule de Coltrane.

Tonalité        Ab -----   E ----   C -----
         |    / V  => I  / V => I / V => I  |
         | Dm / Eb7 | Ab / B7 | E / G7 | C  |
```

Il est également possible de commencer sur le premier degré, ce qui donne la progression que l'on retrouve dans Giant Steps :
```
| C  Eb7 | Ab  B7 | E  G7 | C |
```

## Cycle des tierces majeures
L'utilisation des tierces chromatiques remonte à l'époque romantique, et peut intervenir à plusieurs niveaux structurels, dans la progression harmonique ou par le biais des modulations.
La gamme chromatique occidentale possède douze demi-tons égaux, qui peuvent se répartir selon le cycle des quintes.
Les trois tonalités du pont de Have You Met Miss Jones (Si, Sol et Ré), espacées d'une tierce majeure, forment un triangle équilatéral sur le cercle des quintes. En tournant le triangle, on trouve tous les cycles de tierces, et l'on peut alors remarquer qu'il n'en existe que quatre.

« À cause de leur équidistance, les toniques de ces trois accords produisent un effet instable. Si Do, La et Mi sont utilisés comme toniques de trois espaces tonaux, le centre tonal de la composition ne peut être déterminé que par le dernier accord de la composition. »

— Demsey,1991.
Autrement dit, les Coltrane changes fonctionnent sur un système à trois tonalités égales.

## Exemples Musicaux

### Giant Steps
Giant Steps est l'application de ce procédé sur une grille harmonique originale. Coltrane utilise dans la première section le cycle des tierces de façon descendante (Si-Sol-Mi) :
```

La structure de Giant Steps sur le cycle des quintes.

Tonalité   B    G          Eb              
         | I    V   | I    V   | I        |
         | BM7  D7  | GM7  Bb7 | EbM7     |
Tonalité   G              Eb          B
         | II   V   | I    V   | I    V   | I       |
         | Am7  D7  | GM7  Bb7 | EbM7 F#7 | BM7     |
```

Avant de remonter le cyle avec des II-V-I. La deuxième section est l'inverse de Have You Met Miss Jones :
```
Tonalité   Eb                    G                   
         | II   V   | I        | II   V   | I       |
         | Fm7  Bb7 | EbM7     | Am7  D7  | GM7     |
Tonalité   B                     Eb                   B
         | II   V   | I        | II   V   | I       | II   V   | 
         | C#m7 F#7 | BM7      | Fm7  Bb7 | EbM7    | C#m7 F#7 |
```

Le motif mélodique utilisé dans la deuxième section est, avec un placement rythmique différent, un décalque de la Ditone Progression no 286 du Thesaurus of Scales and Melodic Patterns de Nicolas Slonimsky.

### Tune Up/Countdown
Les premières mesures du morceau Tune Up, popularisé par Miles Davis, appliquent la progression très fréquente en jazz du II-V-I, d'abord en Ré puis en Do majeur et enfin en Si.
```
| II     | V       | I      | I   | II      | V      | I     | I   |
| Em     | A7      | D      | D   | Dm      | G7     | C     | C   |
```

Si on applique les Coltrane changes sur cette grille harmonique, voici le résultat que l'on obtient. La structure est toujours présente, mais elle est enrichie et complexifiée par l'ajout de nombreux accords, :
```
| Em     | A7      | D      | D   | Dm      | G7     | C     | C   |
| Em  F7 | Bb  Db7 | Gb  A7 | D   | Dm  Eb7 | Ab  B7 | E  G7 | C   |
```

Le titre du morceau joue d'ailleurs avec celui de Miles Davis, avec le jeu de mots sur up/down (vers le haut/vers le bas).
Même si le rythme du morceau et des changements d'accords, très rapides, donnent l'impression que les deux morceaux n'ont rien en commun, cette structure est à la base du morceau de Coltrane Countdown. On y trouve plusieurs centres tonaux séparés par des tierces majeures.

### Confirmation/26-2
Dans son morceau 26-2 (en), Coltrane applique sa réharmonisation sur Confirmation (en) de Charlie Parker, évoluant entre les trois tonalités de Fa, Ré et La :
```
Confirmation

| F      | EmØ  A7 | Dm  G7 | Cm  F7 |

26-2

| F   Ab | Db   E7 | A   C7 | Cm  F7 |
```

Les quatrièmes mesures des deux morceaux sont identiques : les transformations coltraniennes permettent de conserver des points de référence. C'est également le cas dans les mesures suivantes, qui reprennent les mêmes principes en naviguant cette fois entre Si, Sol et Ré :
```
Confirmation

| Bb7     | Am  D7 | G7     | Gm  C7 |

26-2

| Bb  Db7 | Gb  A7 | Dm  G7 | Gm  C7 |
```

### How High the Moon/Satellite
Satellite est basé sur How High the Moon, en appliquant les mêmes principes de trois tonalités (ici Sol, Mi et Si) avec des points de références identiques avec le morceau de départ :
```
How High the Moon

| G      | G       | GM    | C7     | F      | F      | Fm    | Bb7     |

Satellite

| G  Bb7 | Eb  F#7 | B  D7 | Gm  C7 | F  Ab7 | Db  E7 | A  C7 | Fm  Bb7 |
```

### Autres exemples
Giant Steps et Countdown sont probablement les exemples de Coltrane changes les plus célèbres, chacune explorant une variation du concept. D'autres morceaux utilisent les mêmes principes (les dates correspondent aux sessions d'enregistrement) :
- Coltrane a basé son Lazy Bird (en) (Blue Train, septembre 1957) sur Lady Bird de Tadd Dameron. Il y incorpore de nombreuses substitution d'accords, dont une modulation à la tierce majeure inférieure (Sol-Mi)[18].
- Spiral, sur Giant Steps (mai 1959) n'utilise pas exactement le système des Coltrane changes, mais l'harmonie se déplace quand même par tierces majeures : on commence en Sol avant de descende en Mi, avant de partir en Si mineur[19].
- sur Fifth House (Coltrane Jazz (en), décembre 1959), basé sur Hot House lui-même inspiré de What Is This Thing Called Love?, Coltrane joue sur un ostinato à la basse. S'il n'y a pas d'instruent jouant les accords, la substitution est sous-entendue dans les mélodies de l'improvisation.
- Dans Central Park West (Coltrane's Sound, octobre 1960), Coltrane met en place un système différent, puisque les tonalités bougent par tierces mineures, produisant un système à quatre tonalités égales : Si, Ré, Fa et La[15].
- le pont de Body and Soul arrangé par Coltrane sur Coltrane's Sound (octobre 1960).
- Exotica, enregistré pendant les sessions de Coltrane Plays the Blues (octobre 1960), est librement basé sur I Can't Get Started.
- But Not for Me arrangé par Coltrane sur My Favorite Things en octobre 1960.